# Trixie Smith
Trixie Smith, née à Atlanta en 1895 et morte à New York en 1943, est une chanteuse de blues américaine, occasionnellement actrice de cinéma.

## Carrière
À partir de 1915 Trixie Smith travaille à New York dans un pub. En 1922, elle enregistre ses premières faces pour le label Black Swan Records. Sa carrière discographique se poursuit chez Paramount Records. Un de ses titres resté un classique est Freight Train Blues.
En septembre 1922, Trixie Smith enregistre,  avec The Jazz Masters, My Man Rocks Me (With One Steady Roll) (parfois aussi intitulée My Daddy Rocks Me (With One Steady Roll)), une des premières chansons à contenir les mots « Rock » et « Roll » dans son titre. 
Elle est également actrice, et apparaît dans cinq films: Birthright (1938), God's Step Children (1938), Swing! (1938), Drums o' Voodoo (1934), et The Black King (en) (1932).
En 1928, elle connaît une éclipse et ne retourne dans les studios qu'en 1938. Elle meurt en 1943 à New York après une brève maladie.